# Красково (Римавска Собота)
Красково (слч. Kraskovo) насељено је мјесто са административним статусом сеоске општине (слч. obec) у округу Римавска Собота, у Банскобистричком крају, Словачка Република.

## Становништво
| Година:    | 1994. | 2004.    | 2014.   | 2024.    |
| ---------- | ----- | -------- | ------- | -------- |
| Број људи: | 194   | 136      | 147     | 112      |
| Разлика:   |       | -29,89 % | +8,08 % | -23,80 % |

| Година:    | 2023. | 2024.   |
| ---------- | ----- | ------- |
| Број људи: | 121   | 112     |
| Разлика:   |       | -7,43 % |

Према подацима о броју становника из 2011. године насеље је имало 153 становника.